# Susan Kare
Susan Kare (ur. 5 lutego 1954) – amerykańska artystka i graficzka znana z projektu elementów interfejsu i czcionek dla Macintosha w latach 1983–1986.
Była pracownicą nr 10 i dyrektorką kreatywną w NeXT, firmie utworzonej przez Steve'a Jobsa po odejściu z Apple w 1985 roku.
Była konsultantką projektową dla Microsoft, IBM, Sony Pictures, Facebooka, Pinterest. Obecnie jest pracownicą Niantic Labs.